# 十返舎一九

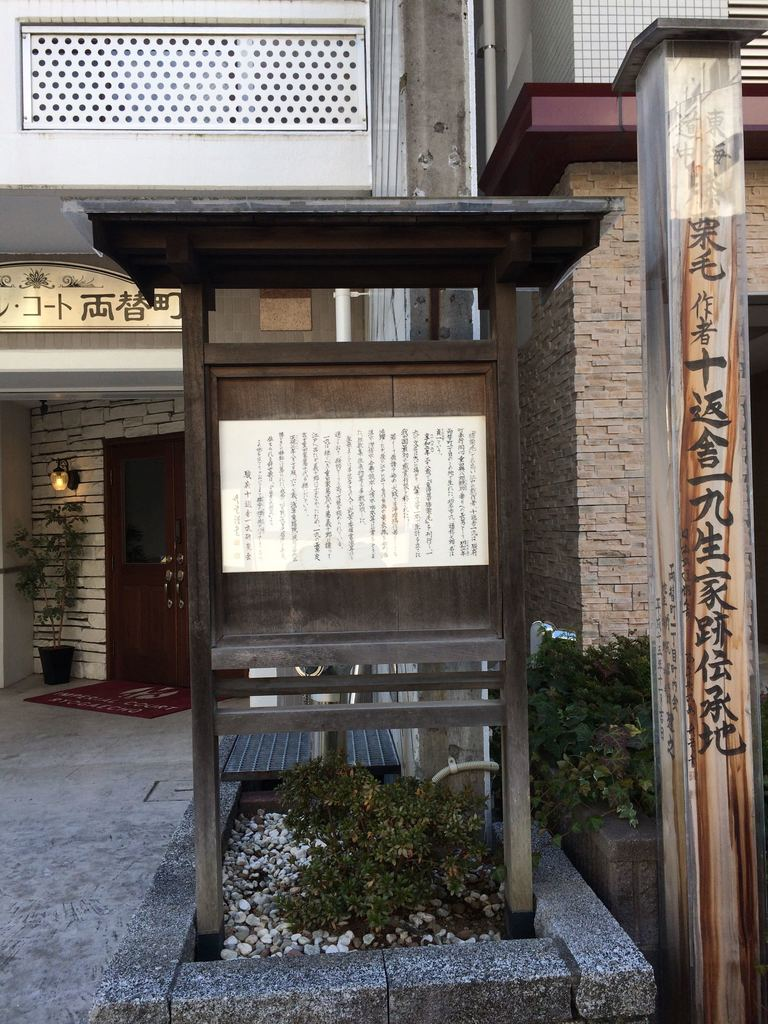
十返舎一九生家跡の碑（静岡県静岡市葵区両替町1丁目）

十返舎 一九（じっぺんしゃ いっく、明和2年2月8日（1765年3月28日） - 天保2年8月7日（1831年9月12日））は、江戸時代後期の戯作者、絵師。『東海道中膝栗毛』の作者。本名は重田貞一（しげた さだかつ）、幼名は市九。通称に与七、幾五郎があった。酔翁、十返舎などと号す。

## 生涯
家系や出生には不明な点が多い。千人同心（十人同心）の子とする説や、駿河国府中（駿府：現在の静岡市葵区）で代官丹後の子として生まれたとする説もある。生家は駿河で、駿府町奉行の重田氏に養われたことは確かである。葵区両替町一丁目に、生誕の地の碑が建っている。
江戸に出て武家奉公をし、天明3年（1783年）までに大坂へ移り、大坂町奉行・小田切直年に勤仕したとされるが、確たる証拠はない。寛政元年（1789年）（25歳）、近松与七の名前で、浄瑠璃『木下蔭狭間合戦』（このしたかげはざまがつせん）を合作した。材木商に入り婿として入るが、ほどなく離縁する。
寛政6年（1794年）（30歳）、江戸へ戻り、通油町（現在の中央区日本橋大伝馬町）の版元・蔦屋重三郎方に寄食して、用紙の加工や挿絵描きなどを手伝った。寛政7年（1795年）、蔦屋に勧められて黄表紙『心学時計草』ほか3種の黄表紙を出版し、翌年からは毎年10種以上の黄表紙を刊行した。一九は文才にくわえ絵心があり、文章だけでなく挿絵も自分で描き、版下も書くという、版元に便利な作者であった。狂言、謡曲、浄瑠璃、歌舞伎、落語、川柳などに詳しく、狂歌は三陀羅法師に学び神田派に属した。
また、黄表紙のほか、洒落本、人情本、読本、合巻、狂歌集、さらには教科書的な文例集まで書いた。筆耕・版下書き・挿絵描きなど、自作以外の出版の手伝いも続けた。寛政から文化期に自ら「行列奴図」や、遣唐使の吉備真備を描いた「吉備大臣図」などの肉筆浮世絵を残している。
享和2年（1802年）に出した『東海道中膝栗毛』が大ヒットして、一躍流行作家となった。当時の生活について「最近ではいつも出版元から係の人がきて、机の横で原稿ができあがるのを待ってます」と、現代にも通じる作家生活を描写している（膝栗毛五編序文）。文政5年（1822年）までの21年間、次々と『膝栗毛』の続編を書き継いだ。頻繁に取材旅行に出かけ、山東京伝、式亭三馬、曲亭馬琴、鈴木牧之らとも交わった。また並行して出した『方言修行 金草鞋』（むだしゅぎょうかねのわらじ）も広く読まれた。
文化7年（1810年）46歳のときに眼を病み、しばしば再発した。文政5年（1822年）58歳のときに中風を患い、その後は「名を貸しただけなのでは」と疑われる、一九らしくない作風の「著書」も混ざった。晩年は創作には手を出さず、飲酒により身体に不自由をきたし、孤独な最後だったとされる。天保2年（1831年）8月7日、67歳で没した。辞世の句は「此世をば どりやおいとまに せん香と ともにつひには 灰左様なら 」。
浅草の東陽院に葬られた。戒名は心月院一九日光信士。墓碑は東京都中央区勝どき四丁目に移転した同院に残る。墓碑には辞世の句として「此の世をは　とりやお暇に線香の　煙とともに灰さようなら」とある。天保3年（1832年）遺族・門弟らによって、長命寺に建てられた記念碑が残る。また、静岡市葵区研屋町（とぎやちょう）の医王山顕光院には重田一族の墓が建ち、一九の戒名が刻まれている。
一九の死後、糸井武が二世十返舎一九と名乗るものの失踪したため、三亭春馬が二世十返舎一九を名乗った。

## 作風
山東京伝や曲亭馬琴に比べると、知的な教養に欠け、創意工夫や緻密さに欠ける。その一方で、読者の嗜好をいち早く察知し、先行作品を巧みに脚色編集する能力に長けていた。総作品数は580種を超え、馬琴と並ぶ近世文学史上の最多作者とされる。また、戯作の執筆のみで生計を立てた最初の人物とも言われる。

## 人物・逸話
- 名香「黄熱香」は十度焚いても香を失わないところから、「十返しの香」とも呼ばれる。一九は香道に詳しく、筆名の「十返舎」はここから、「一九」は幼名の市九から来ている[2][4]。初めは十遍舎一九であったが、十偏舎、十偏斎、重田一九斎なども用い、享和ころから十返舎一九に定まった。
- 一九は大坂時代、材木商の家に入婿して、離婚した。寛政8年（1796年）頃、江戸、長谷川町（現在の東京都中央区日本橋堀留町二丁目）の町人の入婿となったが、放蕩のためか、享和元年（1801年）に離縁された。文化元年（1804年）、お民を娶って通油町鶴屋裏の地本問屋の会所に暮らし、一女が育った。この会所住まいの時期、駿河屋藤兵衛と称した。亀戸、深川佐賀町（現在の江東区佐賀）に火災を避けた時期もあったが、晩年は通油町・長谷川町住まいであった。
- 火葬にされた際、一九が予め体に仕込んでおいた花火に点火し、それが上がったという逸話が残されているが、これは辞世の句（前出）にかけた初代 林屋正蔵による創作であるとされている。
- 父親が元八王子千人同心の重田与八郎の次男であるため、墓石や過去帳には元八王子千人同心の子と記載されている。

## 主な作品

### 草双紙・版本
『』でくくった外題の前に、次の略号を用いる。黄：黄表紙、読：読本、洒：洒落本、稽：滑稽本、噺：噺本、合：合巻、情：人情本。なお、『東海道中膝栗毛』および『続膝栗毛』については、当該ページ参照。
- 1795年（寛政7年）：黄『心学時計草』、黄『新鋳小判ぶくろ（耳偏に嚢）』、黄『奇妙頂礼胎錫杖』（…ちょうらいこだねの…）（いずれも自画）
- 1796年（寛政8年）：黄『初登山手習方帖』（しょとうざん…）、黄『怪談筆始』、黄『化物年中行状記』、黄『化物小遣帳』（いずれも自画）
- 1797年（寛政9年）：黄『化物見越松』、黄『今昔狐夜噺』（いまはむかし…）、黄『夜眼遠目笠之内』（いずれも自画）
- 1798年（寛政10年）：黄『十偏舎戯作種本』（自画）、黄『尻攑御要慎』（しりまくりごようじん）（自画）／読『当変卜十露盤占』
- 1799年（寛政11年）：黄『両説娵入奇談』、黄『敵討住吉詣』、黄『鳩讃試礼者笑宴』（はとにさんしれいじゃのさかもり）（いずれも自画）
- 1800年（寛政12年）：黄『稚衆忠臣蔵』（こども…、わかしゅ…）:塩冶浪人たちが高師直と和解して終わる異色の内容[5]、黄『木下陰狭間合戦』／狂歌絵本『夷曲東日記』（いきょくあずま…）（いずれも自画）
- 1801年（享和元年）：黄『敵打巌流島』（自画）／洒『恵比良濃梅』（一楽亭栄水画）
- 1802年（享和2年）：黄『美男狸金箔』（いろおとこ…）（自画）、黄『聞風耳学問』（喜多川歌麿画）／稽『浮世道中 膝栗毛』／洒『商内神』（自画）、洒『吉原談語』（自画）、洒『倡客竅学問』（しょうかくあな…）（自画）／読『深窓奇談』、読『列国怪談聞書帖』（勝川春章・勝川春英画）／噺本『落咄臍くり金』（自画）／狂歌入紀行『南総記行 旅眼石』（…たびすずり）
- 1803年（享和3年）：稽『道中膝栗毛 後篇』／読『怪物與論』（いずれも自画）
- 1804年（文化元年）：黄『五三桐山後篇 跡着衣装』（喜多川喜久麿画）、黄『怪物太平記（化物太平記）』（自画）／稽『風流 田舎草紙』（自画）、稽『東海道中 膝栗毛 三編』、稽『諸用附会案文』（…こじつけ…）、稽『教訓角力取艸』（喜多川喜久麿画）／絵本『吉原青楼年中行事』（歌麿画）
- 1805年（文化2年）：黄『滑稽しっこなし』（じょうだん…）（喜多川月麿画）、黄『五三桐山三編 操染心雛形』（月麿画）／稽『東海道中 膝栗毛 四編』／洒『倡売往来』（自画）
- 1806年（文化3年）：黄『串戯しっこなし 後編』（じょうだん…）（自画）、黄『嵐山花仇討』（自画）／稽『東海道中 膝栗毛五編』／読『浪花鳥梅』（月麿画）、読『復讐奇談天橋立』（歌川豊国画）
- 1807年（文化4年）：稽『東海道中 膝栗毛六編』／読『風恋夜話 翁丸物語』（蹄斎北馬画）／合『諏訪湖狐怪談』前編（勝川春亭画）、合『欲皮千枚帳』（月麿画）
- 1808年（文化5年）：稽『東海道中 膝栗毛 七編』／読『孝子美談 白鷲塚』／合『諏訪湖狐怪談』後編（春亭画）、合『質流人の行末』（春英画）、『妖怪一年草』（春英画）／噺『落咄 曲形瓢』（北川美丸画）、噺『江戸前噺鰻』（二世恋川春町画）、噺『落咄 春雨夜話』（美丸画）
- 1809年（文化6年）：稽『東海道中 膝栗毛 八編』、稽『滑稽 江の島土産 初編』（春亭画）／合『串戯狂言一夜附』（ちゃばん…）（自画）
- 1810年（文化7年）：稽『続膝栗毛 初編』、稽『滑稽 江の島土産 二編』（月麿画）、稽『同 三編』（春亭画）、『於都里伎』、『男作三箇羅太鼓』
- 1811年（文化8年）：稽『続膝栗毛 二編』
- 1812年（文化9年）：稽『続膝栗毛 三編』
- 1813年（文化10年）：稽『続膝栗毛 四編』／合『洪福水揚帳』（月麿画）、合『方言修行 金草鞋 初編』（江戸見物）（月麿画）、合『同二編』（東海道中）（月麿画）、合『同三編』大坂京見物（月麿画）
- 1814年（文化11年）：稽『東海道中 膝栗毛 発端』、稽『続膝栗毛 五編』／合『成程根殻一九作』（歌川国丸画）、合『金草鞋 四編』（西海道中）（美丸画）、合『同五編』（木曾街道）（月麿画）、合『同六編』（奥州路）（歌川国安画）、合『同七編』（仙台まで）（国丸画）／文例集『女用文色紙染』（…ぶんしょう…）（改訂）
- 1815年（文化12年）：稽『続膝栗毛 六編』、稽『秋葉山鳳来寺 一九之紀行』（…がみちゆき）／読『通俗巫山夢』（春亭画）／合『金草鞋 八編』（越後路）（歌川国信画）
- 1816年（文化13年）：稽『続膝栗毛 七編』、『同 八編』／合『金草鞋 九編』（西国八十八所巡礼）（歌川国直画）
- 1817年（文化14年）：合『金草鞋 十編』（坂東八十八所巡礼）（美丸画）
- 1818年（文政元年）：合『金草鞋 十一編』（秩父巡礼）（国丸画）
- 1819年（文政2年）：稽『続膝栗毛 九編』／合『金草鞋 十二編』（身延山道中）（月麿画）／情『清談峯初花』初編／絵入り草子本『信州水澤観音利益雜食橋由來』（歌川國虎画）
- 1820年（文政3年）：稽『続膝栗毛 十編』／合『金草鞋 十三編』（善光寺草津道中）（月麿画）／紀行『一九牧山秋山紀行』（共著）／文例集『婦人手紙の文言』
- 1821年（文政4年）：稽『続膝栗毛 十一編』／合『金草鞋 十四編』（四国遍路）（月麿画）／情『清談峯初花』後編
- 1822年（文政5年）：稽『続膝栗毛 十二編』／読『遠の白浪』／合『金草鞋 十五編』（東都八十八所巡礼）（美丸画）／情『浮世清濁 水かがみ』（英泉画）
- 1824年（文政7年）：合『金草鞋 十六編』（二十四輩旧跡巡礼）（美丸画）／人情本『朧月夜』初編（英泉画）
- 1827年（文政10年）：合『金草鞋 十七編』（小湊参詣）（国直画）
- 1828年（文政11年）：合『金草鞋 十八編』（立山参詣）（国安画）
- 1829年（文政12年）：合『金草鞋 十九編』（白山参詣）（二世北尾重政画）
- 1830年（天保元年）：合『金草鞋 二十編』（湯殿月山羽黒山参詣）（国安画）
- 1831年（天保2年）：合『金草鞋二十一編』（南部路之記）（国信画）
- 1832年（天保3年）：合『金草鞋二十二編』（伊豆紀行）（国信画）
- 1833年（天保4年）：合『金草鞋二十三編』（江の島鎌倉箱根七湯めぐり）（国安画）、合『同二十四編』（讃州金比羅）（美丸画）（遺稿）

### 肉筆浮世絵
- 「行列奴図」 紙本淡彩 熊本県立美術館所蔵
- 「吉備大臣図」 紙本淡彩 熊本県立美術館所蔵

### 錦絵
- 「大童山文五郎」 大判 寛政6年
- 「三世瀬川菊之丞の月さよ」 細判

## 刊本（膝栗毛以外）
- 『十返舎一九全集』全4巻、日本図書センター（1979年、2001年）博文館、1901年の複製
- 鶴岡節雄校注 千秋社
  - 『十返舎一九の房総道中記』1979
  - 『十返舎一九の甲州道中記』1981
  - 『十返舎一九の江戸見物』1982
  - 『十返舎一九の箱根江の島鎌倉道中記』1982
  - 『十返舎一九の坂東秩父埼玉道中記』1983
  - 『十返舎一九の常陸道中記』1984
- 『十返舎一九集』 中山尚夫編 古典文庫
  - 『六あみだ詣』1981
  - 『誹語堀之内詣』1982
  - 『江の島土産・一九之記行』1984
  - 『串戯二日酔・世中貧福論』1985
  - 『通俗巫山夢・雑談紙屑籠』1987
  - 『怪物輿論・田舎草紙・滑稽臍栗毛』1988
  - 『奥州道中之記・奇談双葉草・浪速烏梅侠夫湊花』1994
  - 『復讐奇語天橋立』1998
  - 『風声夜話翁丸物語 連理隻袖 名勇発功談』1999
  - 『復讐播州舞子濱 深窓奇談』2001
  - 『滑利諭言大師めくり 画本江戸名所 続膝栗毛二編追加 絵本曽我物語』
- 『初登山手習方帖』十偏舎一九作画 『江戸の戯作絵本 第4巻 (末期黄表紙集)』小池正胤ほか編 社会思想社 1983 現代教養文庫
- 「倡妓売舗商内神」「青楼奇談狐竇這入」「青楼起承転合・後編遊冶郎」「吉原談語・廛意気地」「倡客竅学問」「青楼松の内」十偏舎一九著『洒落本大成 21』中央公論社、1984
- 「素見数子」『洒落本大成 22』中央公論社、1984
- 『方言修行金草鞋』喜多川月麿画 林美一校訂 河出書房新社（江戸戯作文庫） 1984
- 「的中地本問屋」『江戸の戯作絵本 続 巻2』現代教養文庫、1985
- 『善光寺街道続道中膝栗毛』古谷順一郎訳 郷土出版社 1986
- 『的中地本問屋』林美一校訂 河出書房新社（江戸戯作文庫） 1987
- 「復仇女実語教」『中本型読本集』叢書江戸文庫 国書刊行会、1988
- 『信濃紀行集』全3巻 郷土出版社, 1995
- 『浮世絵春画好色東海道中膝栗毛』歌川国芳絵 三心堂出版社 1996
- 『十返舎一九越後紀行集』下西善三郎編 郷土出版社, 1996
- 『十返舎一九集』棚橋正博校訂 国書刊行会 1997 叢書江戸文庫
  - 心学時計草 滑稽しつこなし 串戯しつこなし 敵討余世波善津多 列国怪談聞書帖 附会案文 於都里綺 初役金烏帽子魚
- 『方言修行金草鞋』今井金吾監修 大空社 1999

## 伝記など
- 松田修『十返舎一九 東海道中膝栗毛（日本の旅人）』淡交社 1973
- 棚橋正博『十返舎一九 笑いの戯作者』新典社 1999 日本の作家
- 中山尚夫『十返舎一九研究』おうふう 2002

## 関連作品
映画
- 『歌麿をめぐる五人の女』（1946年、松竹、演：堀正夫）
- 『弥次喜多道中記』（1958年、東宝、演：徳川夢声）
- 『弥次喜多道中双六』（1958年、東宝、演：徳川夢声）
- 『北斎漫画』（1981年、松竹、演：宍戸錠）
- 『写楽』（1995年、松竹、演：片岡鶴太郎）

テレビドラマ
- 『写楽はどこへ行った』（1968年、NHK、演：露口茂）
- 『江戸巷談・花の日本橋』（1971年、関西テレビ、演：金子信雄）
- 『熱血!周作がゆく』（2000年、テレビ朝日、演：辻村ジュサブロー）